# 3. Fußball-Liga
3. Fußball-Liga – trzeci, najniższy poziom centralnych rozgrywek piłkarskich w Niemczech.

## Historia
Obecny kształt rozgrywek został wprowadzony od sezonu 2008/09. Wówczas powołano do życia nową klasę rozgrywkową, zaszeregowaną między 2. Bundesligą a Regionalligą (czwarty poziom). Pierwsze spotkanie rozegrano 25 lipca 2008 roku. Na stadionie Steigerwald w Erfurcie miejscowy Rot-Weiß podejmował Dynamo Drezno. Mecz zakończył się wynikiem 1:0 dla gości Pierwszym mistrzem został 1. FC Union Berlin, który za zwycięstwo w rozgrywkach otrzymał półtora kilogramowy puchar.

## System rozgrywek
Liga składa się z 20 drużyn. Rozgrywki obejmują dwie rundy: pierwszą jesienną i rewanżową wiosenną. Rozgrywa się łącznie 38 kolejek spotkań, po których dwie najlepsze drużyny awansują bezpośrednio do 2. Bundesligi, zaś trzecia drużyna rozgrywa baraż z klubem, który zajął 16. miejsce w 2. Bundeslidze. Od sezonu 2018/2019 do Regionalligi zostają zdegradowane cztery ostatnie drużyny w tabeli, zaś w ich miejsce awansują cztery najlepsze drużyny z Regionalligi.
Zespoły rozgrywające spotkania w 3. Lidze zobowiązane są do wystawiania w kadrze meczowej minimum 4 zawodników, którzy nie ukończyli 23. roku życia. W przypadku rezerwowych drużyn zespołów z Bundesligi i 2. Bundesliga dochodzi wymóg posiadania trzech młodzieżowców na murawie.

## Triumfatorzy
- 2008/09 – 1. FC Union Berlin
- 2009/10 – VfL Osnabrück
- 2010/11 – Eintracht Brunszwik
- 2011/12 – SV Sandhausen
- 2012/13 – Karlsruher SC
- 2013/14 – 1. FC Heidenheim
- 2014/15 – Arminia Bielefeld
- 2015/16 – Dynamo Drezno
- 2016/17 – MSV Duisburg
- 2017/18 – 1. FC Magdeburg
- 2018/19 – VfL Osnabrück
- 2019/20 – Bayern Monachium II
- 2020/21 – Dynamo Drezno
- 2021/22 – 1. FC Magdeburg
- 2022/23 – SV 07 Elversberg
- 2023/24 – SSV Ulm 1846
- 2024/25 – Arminia Bielefeld

## Awanse i degradacje
| Sezon   | Kluby awansujące do 2. Bundesligi                          | Kluby zdegradowane do Regionalligi                                                             | Kluby zdegradowane z 2. Bundesligi                        | Kluby awansujące z Regionalligi                                            |
| ------- | ---------------------------------------------------------- | ---------------------------------------------------------------------------------------------- | --------------------------------------------------------- | -------------------------------------------------------------------------- |
| 2008/09 | 1. FC Union Berlin, Fortuna Düsseldorf, SC Paderborn 07    | Kickers Emden (spadek do Oberligi), VfR Aalen, Stuttgarter Kickers                             | VfL Osnabrück, FC Ingolstadt 04, SV Wehen Wiesbaden       | Holstein Kilonia, Borussia Dortmund II, 1. FC Heidenheim                   |
| 2009/10 | VfL Osnabrück, FC Erzgebirge Aue, FC Ingolstadt 04         | Borussia Dortmund II, Holstein Kilonia, Wuppertaler SV                                         | FC Hansa Rostock, TuS Koblenz, Rot Weiss Ahlen            | SV Babelsberg 03, 1. FC Saarbrücken, VfR Aalen                             |
| 2010/11 | Eintracht Brunszwik, FC Hansa Rostock, Dynamo Drezno       | TuS Koblenz, Rot Weiss Ahlen (wycofał się po sezonie, spadek do Oberligi), Bayern Monachium II | Arminia Bielefeld, Rot-Weiß Oberhausen, VfL Osnabrück     | Preußen Münster, SV Darmstadt 98, Chemnitzer FC                            |
| 2011/12 | SV Sandhausen, VfR Aalen, SSV Jahn Regensburg              | FC Carl Zeiss Jena, Rot-Weiß Oberhausen, Werder Brema II                                       | Alemannia Aachen, Hansa Rostock, Karlsruher SC            | Stuttgarter Kickers, Borussia Dortmund II, Hallescher FC                   |
| 2012/13 | Karlsruher SC, Arminia Bielefeld                           | Kickers Offenbach, Alemannia Aachen, SV Babelsberg 03                                          | MSV Duisburg, SSV Jahn Regensburg                         | Holstein Kilonia, RB Leipzig, SV 07 Elversberg                             |
| 2013/14 | 1. FC Heidenheim, RB Leipzig, SV Darmstadt 98              | SV 07 Elversberg, SV Wacker Burghausen, 1. FC Saarbrücken                                      | Arminia Bielefeld, Dynamo Drezno, Energie Cottbus         | Fortuna Köln, Mainz II, SG Sonnenhof Großaspach                            |
| 2014/15 | Arminia Bielefeld, MSV Duisburg                            | Borussia Dortmund II, SpVgg Unterhaching, SSV Jahn Regensburg                                  | FC Erzgebirge Aue, VfR Aalen                              | 1. FC Magdeburg, Werder Brema II, Würzburger Kickers                       |
| 2015/16 | Dynamo Drezno, FC Erzgebirge Aue, Würzburger Kickers       | Stuttgarter Kickers, Energie Cottbus, VfB Stuttgart II,                                        | SC Paderborn 07, FSV Frankfurt, MSV Duisburg              | SSV Jahn Regensburg, FSV Zwickau, Sportfreunde Lotte                       |
| 2016/17 | MSV Duisburg, Holstein Kiel, Jahn Regensburg               | FSV Frankfurt, FSV II Mainz 05 II, SC Paderborn 07                                             | Karlsruher SC, Würzburger Kickers, TSV 1860 Monachium     | SpVgg Unterhaching, SV Meppen, FC Carl Zeiss Jena                          |
| 2017/18 | 1. FC Magdeburg, SC Paderborn 07                           | Werder Brema II, Chemnitzer FC, FC Rot-Weiß Erfurt                                             | 1. FC Kaiserslautern, Eintracht Braunschweig              | TSV 1860 Monachium, KFC Uerdingen 05, Energie Cottbus                      |
| 2018/19 | VfL Osnabrück, Karlsruher SC, SV Wehen Wiesbaden           | VfR Aalen, Sportfreunde Lotte, SC Fortuna Köln, Energie Cottbus                                | FC Ingolstadt 04, MSV Duisburg, 1. FC Magdeburg           | Chemnitzer FC, SV Waldhof Mannheim, FC Viktoria Köln, Bayern Monachium II  |
| 2019/20 | Würzburger Kickers, Eintracht Brunszwik                    | FC Carl Zeiss Jena, SG Sonnenhof Großaspach, Preußen Münster, Chemnitzer FC                    | Dynamo Drezno, SV Wehen Wiesbaden                         | VfB Lübeck, 1. FC Saarbrücken, Türkgücü Monachium, SC Verl                 |
| 2020/21 | Dynamo Drezno, Hansa Rostock, FC Ingolstadt 04             | SpVgg Unterhaching, VfB Lübeck, Bayern Monachium II, KFC Uerdingen                             | Würzburger Kickers, Eintracht Braunschweig, VfL Osnabrück | FC Viktoria 1889 Berlin, SC Freiburg II, Borussia Dortmund II, TSV Havelse |
| 2021/22 | 1. FC Magdeburg, Eintracht Brunszwik, 1. FC Kaiserslautern | Türkgücü Monachium, TSV Havelse, Würzburger Kickers, FC Viktoria 1889 Berlin                   | FC Ingolstadt 04, Erzgebirge Aue, Dynamo Drezno           | Rot-Weiss Essen, SpVgg Bayreuth, SV 07 Elversberg, VfB Oldenburg           |
| 2022/23 | SV 07 Elversberg, VfL Osnabrück, SV Wehen Wiesbaden        | SV Meppen, VfB Oldenburg, FSV Zwickau, SpVgg Bayreuth                                          | SV Sandhausen, SSV Jahn Regensburg, Arminia Bielefeld     | Preußen Münster, SSV Ulm 1846, VfB Lübeck, SpVgg Unterhaching              |
| 2023/24 | SSV Ulm 1846, Preußen Münster, Jahn Regensburg             | SC Freiburg II, VfB Lübeck, MSV Duisburg, Hallescher FC                                        | VfL Osnabrück, Hansa Rostock, SV Wehen Wiesbaden          | Alemannia Aachen, Energie Cottbus, VfB Stuttgart II, Hannover 96 II        |
| 2024/25 | Dynamo Drezno, Arminia Bielefeld                           | SpVgg Unterhaching, SV Sandhausen, Hannover 96 II, Borussia Dortmund II                        | SSV Jahn Regensburg, SSV Ulm 1846                         | MSV Duisburg, TSG 1899 Hoffenheim II, 1. FC Schweinfurt 05, TSV Havelse    |

## Skład ligi w sezonie 2024/2025
| Drużyna                                                 | Miasto       | Sezon 2023/24         | Uwagi                                    |
| ------------------------------------------------------- | ------------ | --------------------- | ---------------------------------------- |
| Drużyny, które spadły z 2. Bundesligi w sezonie 2023/24 |              |                       |                                          |
| SV Wehen Wiesbaden                                      | Wiesbaden    | 16. miejsce           | Porażka w barażach z SSV Jahn Regensburg |
| Hansa Rostock                                           | Rostock      | 17. miejsce           |                                          |
| VfL Osnabrück                                           | Osnabrück    | 18. miejsce           |                                          |
| Drużyny, które występowały w sezonie 2023/24            |              |                       |                                          |
| Dynamo Drezno                                           | Drezno       | 4. miejsce            |                                          |
| 1. FC Saarbrücken                                       | Saarbrücken  | 5. miejsce            |                                          |
| FC Erzgebirge Aue                                       | Aue          | 6. miejsce            |                                          |
| Rot-Weiss Essen                                         | Essen        | 7. miejsce            |                                          |
| SV Sandhausen                                           | Sandhausen   | 8. miejsce            |                                          |
| SpVgg Unterhaching                                      | Unterhaching | 9. miejsce            |                                          |
| FC Ingolstadt 04                                        | Ingolstadt   | 10. miejsce           |                                          |
| Borussia Dortmund II                                    | Dortmund     | 11. miejsce           |                                          |
| SC Verl                                                 | Verl         | 12. miejsce           |                                          |
| FC Viktoria Köln                                        | Kolonia      | 13. miejsce           |                                          |
| Arminia Bielefeld                                       | Bielefeld    | 14. miejsce           |                                          |
| TSV 1860 München                                        | Monachium    | 15. miejsce           |                                          |
| SV Waldhof Mannheim                                     | Mannheim     | 16. miejsce           |                                          |
| Drużyny, które awansowały w sezonie 2023/24             |              |                       |                                          |
| Energie Cottbus                                         | Chociebuż    | 1. miejsce RL Nordost | Zwycięzca Regionalliga Nordost           |
| VfB Stuttgart II                                        | Stuttgart    | 1. miejsce RL Südwest | Zwycięzca Regionalliga Südwest           |
| Alemannia Aachen                                        | Akwizgran    | 1. miejsce RL West    | Zwycięzca Regionalliga West              |
| Hannover 96 II                                          | Hanower      | 1. miejsce RL Nord    | Zwycięzca baraży z FC Würzburger Kickers |